# Zorro (serial telewizyjny 1990)
Zorro – amerykański serial przygodowy emitowany po raz pierwszy w latach 1990–1993. Serial opowiada o przygodach legendarnego Zorro.

## Fabuła
Główny bohater, Don Diego de la Vega (Duncan Regehr), jest z pozoru zwykłym szlachetnie urodzonym młodzieńcem lubiącym luksus i wygody. Jednak w rzeczywistości jest legendarnym bohaterem o przydomku Zorro (hiszp. lis), który przyodziany w czarny strój (maska, kapelusz i peleryna) walczy z niegodziwością i niesprawiedliwością. W swojej walce stara się nie ujawniać swojej prawdziwej tożsamości, żeby nie narazić na niebezpieczeństwo swoich bliskich. Jego tajemnicę zna jedynie oddany sługa Felipe (Juan Diego Botto).

## Obsada
- Duncan Regehr – Don Diego de la Vega / Zorro
- Juan Diego Botto – Felipe
- Patrice Martinez – Victoria Escalante
- Efrem Zimbalist Jr. – Don Alejandro de la Vega (sezon 1)
- Henry Darrow – Don Alejandro de la Vega (sezony 2-4)
- Michael Tylo – alkad Luis Ramone
- J.G. Hertzler – alkad Ignacio de Soto
- James Victor – sierżant Jaime Mendoza

W mniejszych rolach i epizodach wystąpili m.in.: Jesse Ventura, Daniel Craig, Philip Michael Thomas, Warwick Davis, Pete Postlethwaite oraz Fish, były wokalista grupy Marillion.

## Lista odcinków[2]

### Sezon 1
- odcinek 1 – Dead Men Tell No Tales
- odcinek 2 – Deceptive Heart
- odcinek 3 – Water
- odcinek 4 – Double Entendre
- odcinek 5 – The Best Man
- odcinek 6 – The Sure Thing
- odcinek 7 – Zorro’s Other Woman
- odcinek 8 – The Legend Begins (1)
- odcinek 9 – The Legend Begins (2)
- odcinek 10 – The Legend Begins (3)
- odcinek 11 – The Legend Begins (4)
- odcinek 12 – Pride of the Pueblo
- odcinek 13 – Honor Thy Father
- odcinek 14 – The Magician
- odcinek 15 – A Deal with the Devil
- odcinek 16 – Whereabouts
- odcinek 17 – All That Glitters
- odcinek 18 – Child’s Play
- odcinek 19 – A Wolf in Sheep’s Clothing
- odcinek 20 – Ghost Story
- odcinek 21 – The Bounty Hunters
- odcinek 22 – The Unhappy Medium
- odcinek 23 – An Explosive Situation
- odcinek 24 – Family Business
- odcinek 25 – Palomarez Returns

### Sezon 2
- odcinek 1 – The Wizard
- odcinek 2 – Master & Pupil
- odcinek 3 – Kidnapped
- odcinek 4 – The Tease
- odcinek 5 – He Who Lives By the Sword
- odcinek 6 – Freedom of the Press
- odcinek 7 – Sanctuary
- odcinek 8 – The Chase
- odcinek 9 – Broken Heart, Broken Mask
- odcinek 10 – The White Sheep of the Family
- odcinek 11 – The Challenge
- odcinek 12 – Rites of Passage
- odcinek 13 – The Falcon
- odcinek 14 – It’s a Wonderful Zorro
- odcinek 15 – The Marked Man
- odcinek 16 – Big Brother
- odcinek 17 – To Be A Man
- odcinek 18 – The Whistling Bandit
- odcinek 19 – The Don’s Dilemma
- odcinek 20 – The Jewelled Sword
- odcinek 21 – The Newcomers
- odcinek 22 – The Devil’s Fortress (1)
- odcinek 23 – The Devil’s Fortress (2)
- odcinek 24 – One For All (1)
- odcinek 25 – One For All (2)

### Sezon 3
- odcinek 1 – The New Broom
- odcinek 2 – Rush to Judgement
- odcinek 3 – A New Lease on Love
- odcinek 4 – The Man Who Cried Wolf
- odcinek 5 – Armed & Dangerous
- odcinek 6 – The Buccaneers
- odcinek 7 – A New Beginning
- odcinek 8 – A Woman Scorned
- odcinek 9 – Wicked, Wicked Zorro
- odcinek 10 – Alejandro Rides Again
- odcinek 11 – The Old Flame
- odcinek 12 – Miracle of the Pueblo
- odcinek 13 – A Love Remembered
- odcinek 14 – Dirty Tricks
- odcinek 15 – Mendoza the Malevolent
- odcinek 16 – Test of Faith
- odcinek 17 – Siege
- odcinek 18 – They Call Her Annie
- odcinek 19 – Silk Purses and Sow’s Ears
- odcinek 20 – Turning the Tables
- odcinek 21 – One Special Night
- odcinek 22 – Balancing The Books
- odcinek 23 – Blind Man’s Bluff
- odcinek 24 – Heir Apparent
- odcinek 25 – The Word

### Sezon 4
- odcinek 1 – The Fox and the Rabbit
- odcinek 2 – Ultimate Justice
- odcinek 3 – Love Potion Number Nine
- odcinek 4 – As Ye Sow
- odcinek 5 – An Affair to Remember
- odcinek 6 – The Reward
- odcinek 7 – Like Father, Like Son
- odcinek 8 – Symbol of Hope
- odcinek 9 – My Word Is My Bond
- odcinek 10 – The Arrival
- odcinek 11 – Death & Taxes
- odcinek 12 – Conundrum
- odcinek 13 – The Discovery